# Устиновка (Харьковская область)
Усти́новка (укр. Устинівка) — село в Ольховатской сельской общине Купянского района Харьковской области Украины.
Код КОАТУУ — 6321484017. Население по переписи 2001 г. составляет 182 (90/92 м/ж) человека.

## Географическое положение
Село Устиновка находится между сёлами Ивашкино и Широкое в верховьях балки Селиванов Яр, по балке протекает пересыхающий ручей на котором сделана запруда.

## История
- 1750 — дата основания.
- До 17 июля 2020 года село входило в Ольховатский сельский совет, Великобурлукский район, Харьковская область.